# Кара Караєв (станція метро)
40°25′04″ пн. ш. 49°56′03″ сх. д. / 40.41778° пн. ш. 49.93417° сх. д.
«Кара Караєв» (азерб. Qara Qarayev) — станція першої лінії Бакинського метрополітену, розташована між станціями «Мешаді Азізбеков» і «Нєфтчіляр» і названа на честь композитора Кара Караєва. До 1991 року носила назву станції «Аврора».
При в'їзді на станцію звучить мелодія з балету Кара Караєва «Сім красунь».
Станція відкрита 6 листопада 1972 однією чергою із сусідніми станціями «Мешаді Азізбеков» і «Нєфтчіляр».
Оздоблення станції, безпосередньо пов'язано з її минулою назвою, в пам'ять про легендарний крейсер, який став символом Жовтневої революції. Колони що світяться підтримують легкий, освітлений плафон, вирішений у вигляді «шебеке» і створюють святковий настрій, примушуючи забути про підземелля. Тему жовтня підкреслюють карбування, розташовані на стінах в кінцях підземного вестибюля, на яких зображені сцени з збройного повстання, В. І. Ленін і силует крейсера «Аврора». На протилежно розташованих карбування відбиті досягнення Азербайджанської республіки за роки Радянської влади.
Конструкція станції —  колонна трипрогінна мілкого закладення.